# Felicia annectens
Felicia annectens là một loài thực vật có hoa trong họ Cúc. Loài này được (Harv.) Grau mô tả khoa học đầu tiên năm 1973.